# Ono no Minemori
Ono no Minemori (小野 岑守 (Tiểu Dã Sầm Thủ) 778 – 830) là một viên quý tộc, nhà thơ kanshi và sử gia đầu thời kỳ Heian.

## Tiểu sử
Ono no Minemori sinh năm 778. Ông là con trai thứ ba của Ono no Nagami, fuku-shōgun (Phó tướng quân).
Ông là một thị giả đáng tin cậy của Thiên hoàng Saga kể từ lúc còn là hoàng thái tử. Năm 808, ông được thăng lên chức tōgū shōji (春宮少進), và lần lượt trải qua các chức quan như shōgeki (少外記) và shikibu shōyū (式部少輔), cũng như phụng sự trong các chính quyền tỉnh khác nhau như tỉnh Ōmi, tỉnh Mino, tỉnh Mutsu, tỉnh Awa, và sau cùng, vào năm 822, phó thống đốc Dazaifu (大宰大弐 dazai no daini).
Ông đã thể hiện kỹ năng của mình như một quản trị viên vào năm sau khi ông đưa ra các cải cách cho phép canh tác các cánh đồng lúa thuộc sở hữu của chính phủ ở Dazaifu để giảm bớt gánh nặng của nông dân dưới quyền quản lý của ông. Ông cũng chỉ đạo việc xây dựng Zokumyō-in (続命院), một điểm trú chân cho du khách đến thăm Dazaifu.
Ông chính là cha của Ono no Takamura.
Ông qua đời vào ngày thứ mười chín tháng thứ tư năm Tenchō thứ bảy (14 tháng 5 năm 830 theo lịch Gregorian).

## Tác phẩm
Ono no Minemori là một trong những người biên soạn Ryōun-shū, tuyển tập thơ kanshi (thơ viết bằng Văn ngôn) và đã phác thảo lời tựa cho bộ thi tập này. Mười ba bài thơ của ông đã được đưa vào Ryōun-shū, tám bài trong Bunka Shūrei-shū, v2 chín bài trong Keikoku-shū. Kỹ năng làm thơ được san sẻ của họ đã dẫn dắt ông tiếp xúc với nhà sư Kūkai.
Trong những năm cuối đời, ông đã giúp biên soạn Nihon Kōki, một bộ sử thuộc Lục quốc sử. Ông còn tham gia biên soạn cuốn Dairi-shiki.
Nhiều bài thơ của ông được sáng tác theo lệnh trực tiếp của Thiên hoàng, nổi danh nhất là Thiên hoàng Saga. Phong cách thơ của ông cho thấy ảnh hưởng của thơ Lục triều.

## Trích dẫn
- Kinpara, Tadashi (1994). "Ono no Minemori". Encyclopedia Nipponica (bằng tiếng Nhật). Shogakukan. Truy cập ngày 25 tháng 11 năm 2017.{{Chú thích bách khoa toàn thư}}:  Quản lý CS1: ref trùng mặc định (liên kết)
- Takinami, Sadako (1994). "Ono no Minemori" 小野岑守. Asahi Nihon Rekishi Jinbutsu Jiten (bằng tiếng Nhật). Asahi Shinbun-sha. Truy cập ngày 26 tháng 11 năm 2017.
- "Ono no Minemori" 小野岑守. World Encyclopedia (bằng tiếng Nhật). Heibonsha. 1998. Truy cập ngày 26 tháng 11 năm 2017.